# Роленд (Канзас)
Роленд (англ. Roeland Park) — місто (англ. city) в США, в окрузі Джонсон штату Канзас. Населення — 6871 особа (2020).

## Географія
Роленд розташований за координатами 39°2′9″ пн. ш. 94°38′15″ зх. д. / 39.03583° пн. ш. 94.63750° зх. д. (39.035878, -94.637407).  За даними Бюро перепису населення США в 2010 році місто мало площу 4,20 км², уся площа — суходіл.

## Демографія
Згідно з переписом 2010 року, у місті мешкала 6731 особа в 3065 домогосподарствах у складі 1732 родин. Густота населення становила 1602 особи/км².  Було 3282 помешкання (781/км²).
Расовий склад населення:
| - 87,6 % — білих - 3,7 % — чорних або афроамериканців - 1,5 % — азіатів - 0,4 % — корінних американців - 3,8 % — осіб інших рас |

До двох чи більше рас належало 3,0 %. Частка іспаномовних становила 10,4 % від усіх жителів.
За віковим діапазоном населення розподілялося таким чином: 20,0 % — особи молодші 18 років, 68,9 % — особи у віці 18—64 років, 11,1 % — особи у віці 65 років та старші. Медіана віку мешканця становила 34,1 року. На 100 осіб жіночої статі у місті припадало 93,9 чоловіків;  на 100 жінок у віці від 18 років та старших — 89,2 чоловіків також старших 18 років.
Середній дохід на одне домашнє господарство  становив 75 489 доларів США (медіана — 64 600), а середній дохід на одну сім'ю — 91 763 долари (медіана — 81 171). Медіана доходів становила 48 371 долар для чоловіків та 46 684 долари для жінок. За межею бідності перебувало 6,7 % осіб, у тому числі 7,7 % дітей у віці до 18 років та 2,5 % осіб у віці 65 років та старших.
Цивільне працевлаштоване населення становило 4205 осіб. Основні галузі зайнятості: освіта, охорона здоров'я та соціальна допомога — 29,9 %, науковці, спеціалісти, менеджери — 18,6 %, роздрібна торгівля — 11,4 %, фінанси, страхування та нерухомість — 9,1 %.